# Run-D.M.C.
Run-D.M.C. foi um grupo de hip hop fundado por Jason "Jam-Master Jay" Mizell, Joseph "DJ Run" Simons e Darryl "D.M.C." McDaniels. O grupo teve um enorme impacto no desenvolvimento do hip hop nos anos 80 e é considerado a ponte entre a velha escola representada por Grandmaster Flash e outros e a era moderna do hip-hop. Foram incluídos no Rock and Roll Hall of Fame em 2009, fazendo deles o segundo grupo de hip hop a entrar para o Hall da Fama, sendo que o primeiro foi Grandmaster Flash and the Furious Five.

## Carreira

### O Início
Os três membros do run-D.M.C. cresceram na vizinhança de Hollis no bairro do Queens em Nova York,,  EUA. Após completar o colégio em 1982, Simons e McDaniels recrutaram Mizell para manusear os toca-discos. Um ano mais tarde, eles lançaram seu primeiro single "Sucker MC's", que foi bem recebido, atingindo número 15 na parada de R&B. Foi seguido por outros singles: "Jam Master Jay" e "Hard Times" do seu intitulado álbum de estréia Run-D.M.C..

### Final dos anos 80
O grupo atingiu sucesso comercial em 1986 com o álbum Raising Hell. Quatro faixas conseguiram atingir o top cinco da Billboard Hot 100, incluindo a  cover para "Walk This Way" com Aerosmith. A música e o vídeo, que foi massivamente tocado na MTV, são creditados tanto com o ressurgimento da carreira do Aerosmith como levar o rap ao grande público.
O álbum Tougher Than Leather (1988) emprestou seu nome do filme da banda daquele mesmo ano, que foi dirigido por Rick Rubin e que contava com participações especiais de Beastie Boys e Slick Rick. Os executivos da Profile Records ficaram impressionados com o excessivo número de aparições do logo da Def Jam Recordings durante o vídeo, que foi causado pelo envolvimento de Russell Simmons com o projeto (Russel, irmão de Run, era dono da gravadora). Ainda em 1988, a música "Christmas In Hollis" (presente na compilação Christmas Rap da Profile Records) foi usada no filme Die Hard na cena em que John McClane, interpretado por Bruce Willis chega ao Nakatomi Plaza.
Em 1990, o grupo lançou Back from Hell. O álbum foi um fracasso comercial. Teve dois singles: a canção antidroga "Pause" e "The Ave".

### Anos 90
O grupo conseguiu novamente reconhecimento em 1993 com Down with the King que atingiu o Top 10 da  Billboard. Pete Rock e CL Smooth contribuíram com versos no primeiro single, "Down With The King". O segundo single, "Ooh, Watch'cha Gonna Do?", falhou em contraste com seu predecessor. Outros convidados do álbum foram Mad Lion, Q-Tip e Tom Morello.
Em 1998, Jason Nevins remixou "It's Like That" e "It's Tricky". O remix de "It's Like That" atingiu o número 1 no Reino Unido, Alemanha e muitos outros países  europeus.
Em 1999 o Run-D.M.C. gravou a canção tema para o WWE: "The Kings".

### 2000 - Presente
Em 2004 Run-DMC foram condecorados pela VH1 durante sua premiação anual.
DMC apareceu recentemente no jogo de Video game Guitar Hero: Aerosmith fazendo raps nas canções "Walk This Way" e "King of Rock".
Em 2007 a esposa de Jam Master Jay, Terry Corely Mizell, DMC e Run lançaram o J.A.M. Awards em memória de Jay.

### Aposentadoria
Após o membro do grupo Jam-Master Jay ter sido morto em 30 de Outubro de 2002, Run-D.M.C. anunciaram sua aposentadoria. Run se juntou a Kid Rock na "Rock N Roll Revival Tour" de 2008 cantando "It's Like That", "It's Tricky", "You Be Illin'", "Run's House", "Here We Go", "King Of Rock" e "Walk This Way" com Kid Rock. Run também pode ser viso na série da MTV/ BET: Run's House. McDaniels contribui com a série televisa I Love The... da VH1.

## Os primeiros
Run-D.M.C. foi o primeiro grupo de rap a atingir alguns "números um" em sua carreira:
- Primeiro grupo de rap a colocar um álbum no número 1 da parada
- Primeiro grupo de rap a colocar um álbum no Top 10 da parada Pop
- Primeiro grupo de rap a receber a certificação RIAA: ouro, platina e multi-platina
- Primeiro grupo de rap a aparecer na capa da revista Rolling Stone
- Primeiro grupo de rap a receber uma nomeação no Gramy Award
- Primeiro grupo de rap a ter seu vídeo transmitido na MTV
- Primeiro grupo de rap a assinar com uma marca de produtos esportivos[6]: (Adidas)

Run-D.M.C. também foi o único grupo de rap a se apresentar no Live Aid em 1985.

## Discografia
| Álbuns |
| --- |
| Run-D.M.C. - Lançamento: 27 de Março de 1984 - Singles: "It's Like That", "30 Days", "Hard Times", "Rock Box"                                     |
| King of Rock - Lançamento: 15 de Janeiro de 1985 - Singles: "King of Rock", "Can You Rock It Like This", "You Talk Too Much"                      |
| Raising Hell - Lançamento: 18 de Julho de 1986 - Singles: "Walk This Way", "My Adidas", "It's Tricky", " You Be Illin"                            |
| Tougher Than Leather - Lançamento: 16 de Maio de 1988 - Singles: "Run's House", "Beats To The Rhyme", "Mary, Mary", "I'm Not Going Out Like That" |
| Back from Hell - Lançamento: 16 de Outubro de 1990 - Singles: "Pause", "What It's All About", "Faces", "The Ave."                                 |
| Down with the King - Lançamento: 4 de Maio de 1993 - Singles: "Down With The King", "Ooh Wathcha Gona Do", "Can I Get It, Yo"                     |
| Crown Royal - Lançamento: 3 de Abril de 2001 - Singles: "Rock Show", "Let's Stay Together (Together Forever)"                                     |
| Greatest Hits |
| - Together Forever: Greatest Hits 1983–1991 (1991) (Profile Records)                                                                              |
| - High Profile: The Original Rhymes (2002) (Profile Records)                                                                                      |
| - Greatest Hits (2002) (Profile Records) |
| - The Best of Run DMC (2003) (Profile Records) |
| - Ultimate Run-D.M.C. (2003) (Profile Records) |
| - Artist Collection: Run DMC (2004) (Arista Records)                                                                                              |
| - Live at Montreux 2001 (2007) (Eagle Records) |

### Singles
| Ano  | Título                         | U.S. Hot 100 | U.S. R&B | Álbum                |
| ---- | ------------------------------ | ------------ | -------- | -------------------- |
| 1983 | "It's like That"               | -            | 15       | Run-D.M.C.           |
| 1984 | " 30 Days"                     | -            | 16       | Run-D.M.C.           |
| 1984 | " Hard Times"                  | -            | 11       | Run-D.M.C.           |
| 1984 | "Hollis Crew (Krush Groove 2)" | -            | 65       | Run-D.M.C.           |
| 1985 | "Can You Rock It Like This"    | -            | 19       | King of Rock         |
| 1985 | "Jam-Master Jamin'"            | -            | 53       | King of Rock         |
| 1985 | "King of Rock"                 | -            | 14       | King of Rock         |
| 1985 | "You Talk Too Much"            | -            | 19       | King of Rock         |
| 1986 | "My Adidas"                    | -            | 5        | Raising Hell         |
| 1986 | "Walk This Way"                | 4            | 8        | Raising Hell         |
| 1986 | "You Be Illin'"                | 29           | 12       | Raising Hell         |
| 1987 | "It's Tricky"                  | 57           | 21       | Raising Hell         |
| 1988 | "I'm Not Going Out Like That"  | -            | 40       | Tougher Than Leather |
| 1988 | "Mary, Mary"                   | 75           | 29       | Tougher Than Leather |
| 1988 | "Run's House"                  | -            | 10       | Tougher Than Leather |
| 1989 | "Pause"                        | -            | 51       | Back From Hell       |
| 1990 | "What's It All About"          | -            | 24       | Back From Hell       |
| 1991 | " Faces"                       | -            | 57       | Back From Hell       |
| 1993 | "Down with the King"           | 21           | 9        | Down with the King   |
| 1993 | "Ooh, Whatcha Gonna Do"        | -            | 78       | Down with the King   |
| 2001 | "Rock Show"                    | -            | -        | Crown Royal          |